# Promotion (diplôme)
Pour les articles homonymes, voir Promotion.
Une promotion (ou simplement « promo ») désigne en France l'ensemble des élèves sortis diplômés d'un même établissement prestigieux la même année. Une promo est par extension l'ensemble des individus ayant suivi une formation depuis la première année jusqu'à la délivrance du diplôme. Les nouveaux sont intégrés à la promo alors que les personnes ayant quitté la formation, même tardivement, n'en font pas partie. Un redoublant sera de la prochaine cuvée.
Une promotion peut porter différents types de noms :
- celui de l'année de sortie (p. ex  Centrale), ou de celle d'entrée (p. ex. X, École navale, Mines) ;
- celui d'une personnalité (promotion Victor Hugo) ;
- un numéro d'ordre, la première promotion porte alors le numéro 1 et ainsi de suite[réf. souhaitée].

Il est également possible d'associer deux de ces noms (année et personnalité, par exemple).
L'esprit de promotion est parfois très fort, notamment dans certaines grandes écoles : vêtements de promo, couleur de promo, logo de promo, élections de représentants, organisations d’événements, etc. Il peut alors perdurer après la sortie de l'établissement. Une promotion peut avoir, en plus de son nom, une devise.